# Ústí (Zlín)
Ústí é uma comuna checa localizada na região de Zlín, distrito de Vsetín.